# Podwody
Podwody [pronunciación en polaco: /pɔdˈvɔdɨ/] es un pueblo en el distrito administrativo de Gmina Serłchatów, dentro del Distrito de Serłchatów, Voivodato de Łódź, en Polonia central. Se encuentra aproximadamente 10 kilómetros al noroeste de Serłchatów y 41 kilómetros al sur de la capital regional, Łódź.
El pueblo tiene una población de 170 habitantes.